# メガネ本舗
メガネ本舗（めがねほんぽ）は、西日本を中心に展開されているスリーエムの眼鏡店である。

## 概要
1999年3月に、大阪府藤井寺市に第1号店がオープンする。その後西日本を中心に展開している。

## 店舗
公式サイト 店舗一覧